# Tenacious D in the Pick of Destiny
Tenacious D in the Pick of Destiny is een Amerikaanse film uit 2006, met Jack Black en Kyle Gass. In de film staat hun eigen band, Tenacious D, centraal. De film ging in de Verenigde Staten op 2 november 2006 in première.
In de film spelen ook JR Reed, Kirk Ward (bekend van de televisieserie Tenacious D) en Ben Stiller. Daarnaast is Dave Grohl te zien als de duivel, Ronnie James Dio als zichzelf en rocklegende Meat Loaf als de vader van Jack Black.
De film was geen succes. In de Verenigde Staten bracht de film slechts $8.334.575 dollar op. In Groot-Brittannië bracht de film $3.957.765 op. De film werd verder gemengd ontvangen. Sommige critici vonden de film grappig, anderen waren minder positief. Op 27 februari 2008 werd de film in de Verenigde Staten op dvd uitgebracht. Ze is goed op weg een cultfilm te worden.

## Verhaal
Jables (koosnaam gebaseerd op JB, Jack Black)is het zwarte schaap van zijn fictieve streng-christelijke familie. Met zijn familie woont hij in Kickapoo. Jables' ouders verkiezen zijn andere broer en ze stellen het niet op prijs dat Jables rockmuziek maakt. Hij besluit na overleg met Dio (die hem vanuit een poster toespreekt) van huis weg te lopen om een muziekcarrière te beginnen. In Californië komt hij Kage (koosnaam, gebaseerd op KG, Kyle Gass) tegen. Jables vindt dat Kage zeer goed gitaar kan spelen en hij wil met hem een duo vormen. Kage is in het begin niet erg opgezet met het voorstel maar geeft na een tijd toch toe. Ze richten de band Tenacious D op. Kage, die op zichzelf woont, krijgt geen geld meer om de huur te betalen en ze moeten hun huis uit. Kage en Jables besluiten om meer rockmuziek te gaan maken om geld te verdienen voor de huur. Ze besluiten om een "Open-mic Night" (een soort Battle of the Bands) te winnen en zo geld te verdienen.
Jables en Kage ontdekken dat alle grote rocksterren uit de geschiedenis hetzelfde gitaarplectrum hebben gebruikt. Dit gitaarplectrum blijkt de Pick of Destiny te heten, en is gemaakt van de tand van de duivel door een duistere magiër. Wie dit plectrum bezit wordt de beste gitaarspeler ooit. Jables en Kage besluiten hem te stelen uit het rock-'n-roll-museum in Sacramento. Onderweg ontstaat er een ruzie tussen Jables en Kage over of ze met een stel meiden weg gaan of dat ze achter the Pick aangaan. Jables stelt de vraag "Tits or Destiny?" waarop Kage resoluut kiest voor "tits", en ze splitsen zich. Jables slaagt erin om het museum alleen en te voet te bereiken, zelfs nadat hij van hallucinatie opwekkende paddenstoelen had gegeten en een "confrontatie" met Sasquatch had. Als Jables probeert binnen te dringen merkt hij dat Kage hem gevolgd was omdat hij spijt had van de ruzie. Ze slagen erin om de Pick te pakken te krijgen en ze vertrekken naar de Open-mic night. Bij aankomst ontstaat er weer een kleine ruzie over wie met de Pick mag spelen en na een klein gevecht breekt de Pick in 2 en wordt hij onbruikbaar. Hopeloos zit The D te treuren over het verlies, tot de manager van de Open-mic night hun een speech geeft over "de kracht van Satan om te Rocken, zit in ons allemaal". Met hernieuwde moed gaat The D naar binnen. Zodra ze weg zijn, onthult de manager dat hij zelf Satan is. Hij pakt de helften van het plectrum en verandert ze terug in zijn ontbrekende tand. Daarmee is hij weer compleet en worden zijn krachten hersteld.
Wanneer Jables en Kage weer buiten komen om de helften van de Pick te zoeken, komen ze oog in oog met Satan te staan. Om de wereld te redden dagen ze hem uit tot een Rock-Off. De inzet: als Satan verliest, moet hij hun huur voor eeuwig betalen, maar als The D verliest, mag Satan Kage meenemen naar de Hell om daar zijn seksslaaf te zijn. Na een prachtnummer (Beëlzeboss, the Final Showdown) verslaat The D Satan die Kage wou teleporteren door middel van een bliksemschicht. Jables laat de bliksem afkaatsen op zijn gitaar en schiet zo de Hoorn van Satan er af. Nu Satan weer incompleet is, verliest hij zijn kracht en kan Jables hem terugsturen naar de hel met de woorden "From Whence You Came, You Shall Remain Until You Are, Complete Again!" (Letterlijke vertaling; "Van waar je kwam, Zal je blijven totdat, Je weer compleet bent!"). Hierna gebruiken ze de Hoorn als een bong om wiet te roken en zo Satans krachten in hen los te laten, waardoor ze de Beste Band ooit worden.

## Rolbezetting
| Acteur           | Personage              |
| ---------------- | ---------------------- |
| Hoofdrollen      |                        |
| Jack Black       | JB (Jables)            |
| Kyle Gass        | KG (Kage)              |
| Bijrollen        |                        |
| Ronnie James Dio | Zichzelf               |
| Meat Loaf        | Vader van JB           |
| Troy Gentile     | Jonge JB               |
| Paul F. Tompkins | Presentator "open mic" |
| Ned Bellamy      | Beveiliger             |
| Fred Armisen     | Beveiliger             |
| Kirk Ward        | Agent                  |
| Amy Poehler      |                        |
| Tim Robbins      | De vreemdeling         |
| Dave Grohl       | Satan                  |
| Ben Stiller      | Gitaarwinkeljongen     |

## Album
The Pick of Destiny is het tweede studioalbum van Tenacious D, welke tevens de soundtrack is voor hun gelijknamige film. Het album was uitgebracht op 14 November 2006.

### Tracklist
| 1.                 | Kickapoo                        | 4:14 |
| 2.                 | Classico                        | 0:59 |
| 3.                 | Baby                            | 1:36 |
| 4.                 | Destiny                         | 0:37 |
| 5.                 | History                         | 1:42 |
| 6.                 | The Government Totally Sucks    | 1:36 |
| 7.                 | Master Exploder                 | 2:25 |
| 8.                 | The Divide                      | 0:22 |
| 9.                 | Papagenu (He's My Sassafrass)   | 2:24 |
| 10.                | Dude (I Totally Miss You)       | 2:54 |
| 11.                | Break In-City (Storm the Gate!) | 1:22 |
| 12.                | Car Chase City                  | 2:42 |
| 13.                | Beelzeboss (The Final Showdown) | 5:36 |
| 14.                | POD                             | 2:32 |
| 15.                | The Metal                       | 2:46 |
| Totale duur: 33:40 |                                 |      |

## Achtergrond
- De productie van de film werd een jaar uitgesteld vanwege de rol van Jack Black in de remake van King Kong van Peter Jackson.
- Colin Hanks heeft een cameo als dronkenlap.
- Kage draagt in de film een T-shirt met de opdruk Trainwreck. Dit is de naam van de band van Kyle Gass (de acteur achter Kage).
- Volgens Black en Gass hebben ze voor de laatste scène echte marihuana gerookt.
- Ook Ben Stiller en Tim Robbins hebben een kleine rol in de film.

## Nominaties en prijzen
- De film werd genomineerd voor een Golden Reel Award voor Beste Geluidsbewerking in een muziekfilm.